# افرايم بلايني
افرايم بلايني (بالإنجليزية: Ephraim Blaine)‏ هو سياسي أمريكي، ولد في 1741 بمقاطعة لندنديري في المملكة المتحدة، وتوفي في 1804 في الولايات المتحدة.